# Sorø (plaats)
Sorø is een plaats en gemeente in de Deense regio Seeland met 7.535 inwoners (2008). In Sorø is het bestuur van de regio Seeland gevestigd. Eerder was het de hoofdstad van de provincie Vestsjælland, daarvoor van Sorø Amt.
De stad is bekend van de Kloosterkerk uit de 12e eeuw. De kerk was verbonden aan een klooster dat gesticht werd in 1142 als benedictijner klooster maar in 1161 overging naar de Orde van de Cisterciënzers. Na de Reformatie werd het klooster omgevormd tot school. De school, de Sorø Academie bestaat nog steeds als gymnasium. Van het oorspronkelijke klooster resteert naast de kerk enkel nog het poortgebouw.
Even ten noordoosten van de stad, in het dorp Bjernede staat de kerk van Bjernede, de enige overgebleven ronde kerk op Seeland.

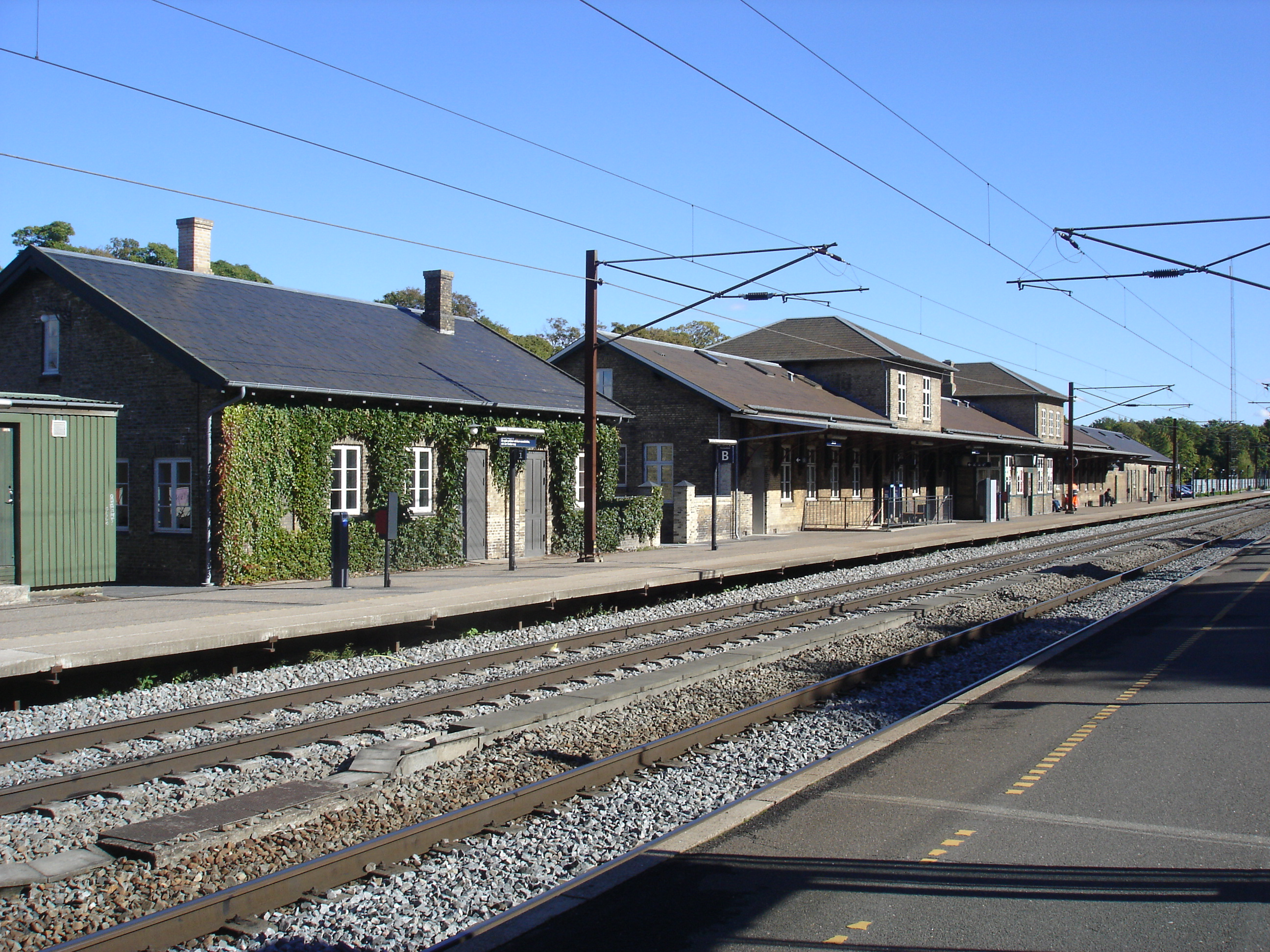
Station

## Verkeer en vervoer
Sorø ligt aan de E20, die de hoofdverbinding vormt tussen Jutland en Kopenhagen. Via Sekundærrute 150 is de stad verbonden met Køge en Korsør. Het station van de stad staat een stuk buiten de plaats in het dorp Frederiksberg. Er zijn intercityverbindingen met Kopenhagen en Aalborg en Esbjerg.

## Geboren
- Jens Schielderup Sneedorff (1724-1764), schrijver, denker, taalkundige en jurist
- Christian Frederik Lütken (1827-1901), zoöloog
- Bernhard Bang (1848-1932), dierenarts
- Christian Grønborg (1962), zeiler

- Bibliothèque nationale de France: cb12331591b (data)
- Gemeinsame Normdatei: 4271890-9
- Library of Congress Control Number: n81145741
- MusicBrainz: 52a0f04d-1d2f-4a54-b73a-d52c9d7cdd81
- Nationale Bibliotheek van Tsjechië: ge892409
- Nationale Bibliotheek van Israël: 987007566696305171
- Virtual International Authority File: 132539154